# Écoust-Saint-Mein
Écoust-Saint-Mein település Franciaországban, Pas-de-Calais megyében. Lakosainak száma 484 fő (2022. január 1.). Écoust-Saint-Mein Bullecourt, Vaulx-Vraucourt, Mory, Noreuil, Saint-Léger és Croisilles községekkel határos.

## Népesség
A település népességének változása:
| Lakosok száma | 505  | 496  | 500  | 491  | 493  | 492  | 490  | 487  | 484  |
|               | 2013 | 2015 | 2016 | 2017 | 2018 | 2019 | 2020 | 2021 | 2022 |